# Камбоджийско-французские отношения
Камбоджийско-французские отношения — двусторонние отношения между Камбоджей и Францией.

## История
Камбоджа была колонией Франции и входила в состав Французского Индокитая. В 1907 году под давлением Франции Сиам передал Камбодже Сиемреап, а французские специалисты активно изучали Ангкор-Ват, башни которого были помещены на флаге Камбоджи. В 1953 году Франция предоставила Камбодже независимость .

## Экономические отношения
После получения независимости Камбоджа продолжала получать помощь от Франции. В 1964 году Франция предоставила Камбодже средства, на которые строили аэропорт в Кампонгсаоме. Была создана французская миссия экономической и технической помощи. При участии французских специалистов был разработан второй пятилетний план развития Камбоджи на 1966—1971 годы. В 1966 году Шарль де Голль посетил Пномпень и выступил с речью на Олимпийском стадионе.

## Французы в Камбодже
В 1966 году в Камбодже проживали 5 тысяч французских граждан.